# مها صبري
مها صبري (22 مايو 1932  - 16 ديسمبر 1989 )، مغنية وممثلة مصرية.

## عن حياتها
اختار لها إسمها الفني الفنان عبد السلام النابلسي، مثّلت وغنّت في مجموعة من الأفلام منها لقمة العيش مع الفنان صلاح ذو الفقار عام 1960 ومنتهى الفرح مع الفنان حسن يوسف عام 1963 ودنيا مع الفنان صلاح ذو الفقار عام 1974، كما مثّلت أفلاماً مع حسين صدقي وإسماعيل ياسين. من أشهر أغانيها «ما تزوقيني يا ماما» التي غنّتها في فيلم منتهى الفرح عام 1963، كما شاركت المغني ماهر العطار في البرنامج الإذاعي «أمطار الربيع».

## حياتها الأسرية
تزوجت في سن صغيرة من رجل يكبرها في السن كثيراً وكان يحبها ولا يرفض لها أي مطلب مهما كلّفه الأمر وقد أنجبت منه ابنها الأول «مصطفى» ولكنها تطلقت منه بعد عامين فقط من الزواج، ثم تزوجت مرة ثانية من تاجر ميسور الحال أنجبت منه ابنتيها «نجوى» وفاتن»، أعجب بها علي شفيق، وهو مسؤول كبير من رجال المشير عبد الحكيم عامر، فعرض عليها الزواج مقابل اعتزال الفن فقبلت، وقد أعطاها هذا الزواج نفوذاً كبيراً في البداية، لكن هذا الزواج كان له عواقب سيئة بعد حملة الإقصاء التي شُنت على المشير ورجاله، ومن بينهم علي شفيق، فلم تستطع حتى أن تعود إلى الغناء إلاّ بعد أن تدخلت أم كلثوم لصالحها.

## أعمالها السينمائية
- 1959: عودة الحياة
- 1959: حسن وماريكا
- 1959: أحلام البنات
- 1960: لقمة العيش
- 1960: حب وحرمان
- 1961: حب وعذاب
- 1961: أنا العدالة
- 1961: إسماعيل يس في السجن
- 1962: حلوة وكدابة
- 1962: حكاية غرام
- 1962: بين القصرين
- 1963: منتهى الفرح
- 1963: القاهرة في الليل
- 1964: العمر أيام
- 1965: حكاية العمر كله
- 1965: تنابلة السلطان
- 1973: السكرية
- 1974: دنيا
- 1976: الحياة نغم
- 1977: كباريه الحياة
- 1983: يا ما أنت كريم يا رب

### المسلسلات
- 1970: ناعسة

## وفاتها
في بداية عام 1988 وبعد صراع مع المرض إثر إصابتها بقرحة المعدة استمر قرابة الأربع سنوات عانت في آخرها من الغيبوبة الكبدية وتوفيت في 16 ديسمبر 1989.

## وصلات خارجية
- مها صبري على موقع IMDb (الإنجليزية)
- مها صبري على موقع قاعدة بيانات الأفلام العربية
- مها صبري على موقع قاعدة بيانات الفيلم (الإنجليزية)